# San Martín de Loba
San Martín de Loba is een gemeente in het Colombiaanse departement Bolívar. De gemeente telt 14.365 inwoners (2005).